# Пансион «Мимоза»
«Пансио́н „Мимо́за“» (фр. Pension Mimosas) — фильм режиссёра Жака Фейдера, снятый во Франции и вышедший на экраны в 1935 году. Драма. Является выразительным примером направления поэтического реализма во французском кинематографе.

## Сюжет
Франция, Лазурный берег, 1924 год. Супруги Луиза (Розе) и Гастон (Алерми) Нобле, который одновременно работает инспектором в местном казино, содержат небольшой пансион. Они берут на воспитание мальчика Пьера. Его отец отбывает продолжительное тюремное заключение, но неожиданно освобождается значительно раньше установленного срока и возвращается, чтобы забрать своего сына. Сюжет возвращается к Пьеру (Бернар) спустя десять лет, когда тот, повзрослевший, живёт в Париже и вращается в обществе преступников, профессиональных игроков и шулеров. Он постоянно обращается к своим приёмным родителям и, играя на их чувствах, вытягивает из них деньги. Однажды Луизе удаётся настоять на том, что бы Пьер вернулся в пансион «Мимоза» и устроился на работу. С ним живёт его любовница Нелли (Делама). Постепенно у Луизы развивается к Пьеру нечто большее, чем материнская привязанность. Две женщины становятся соперницами. Пьер продолжает вести беспорядочную жизнь, его долги растут. Однажды Нелли, девушку с непростым прошлым, разыскивает и принуждает вернуться к нему её бывший покровитель. Пьер в отчаянии убивает себя. Луиза отправляется в казино в надежде выигрыша для покрытия огромных долгов приёмного сына.

## В ролях
- Франсуаза Розе — Луиза Нобле
- Андре Алерми́ — Гастон Нобле
- Поль Бернар — Пьер
- Лиз Делама́ — Нелли
- Арлетти — Парасоль (эпизод)
- Жан-Макс — Романи

## Награды
Ведущим киноведческим журналом Японии «Kinema Junpo» в 1937 году фильм был признан лучшей картиной на иностранном языке.

## Критика
- При демонстрации в США фильм был значительно сокращён и, в результате, не получил поддержки американских критиков. Из обозрения The New York Times: « …(фильм) не заслуживает похвал, данных ему иностранной прессой. Он либо не редактировался так серьёзно, как того заслуживает, либо был урезан слишком сильно. Темп слишком медленный, некоторые эпизоды непонятны и необоснованны. Вероятно, они несут иной трагический смысл, чем тот, который передают сейчас»[2]
- «Хотя многие, кто вышел на поле (поэтического реализма) позже и затмил его (например, Карне, Ренуар), вклад Фейдера здесь, несомненно, имеет жизненно важное значение.»[3]

## Дополнительные факты
- «Пансион „Мимозы“» стал вторым из трёх фильмов, который Жак Фейдер снял в традиции поэтического реализма в течение короткого периода после возвращения из США (первый — «Большая игра», третий — «Героическая кермесса»). Все фильмы созданы в соавторстве со сценаристом Шарлем Спааком и Франсуазой Розе в главных ролях.
- Франсуаза Розе — жена Жака Фейдера, снимавшаяся во многих его картинах.
- Помощником режиссёра фильма работал будущий классик «поэтического реализма» и «романтического фатализма» Марсель Карне.